# Boonton
Boonton is een plaats (town) in de Amerikaanse staat New Jersey, en valt bestuurlijk gezien onder Morris County.

## Demografie
Bij de volkstelling in 2000 werd het aantal inwoners vastgesteld op 8496.
In 2006 is het aantal inwoners door het United States Census Bureau geschat op 8600, een stijging van 104 (1,2%).

## Geografie
Volgens het United States Census Bureau beslaat de plaats een oppervlakte van
6,4 km², waarvan 6,1 km² land en 0,3 km² water. Boonton ligt op ongeveer 200 m boven zeeniveau.

## Plaatsen in de nabije omgeving
De onderstaande figuur toont nabijgelegen plaatsen in een straal van 12 km rond Boonton.

## Geboren in Boonton
- Don Edwards (1939-2022), countryzanger, gitarist en acteur
- Peter Onorati (13 mei 1954), acteur